# Henri Denis (militair en politicus)

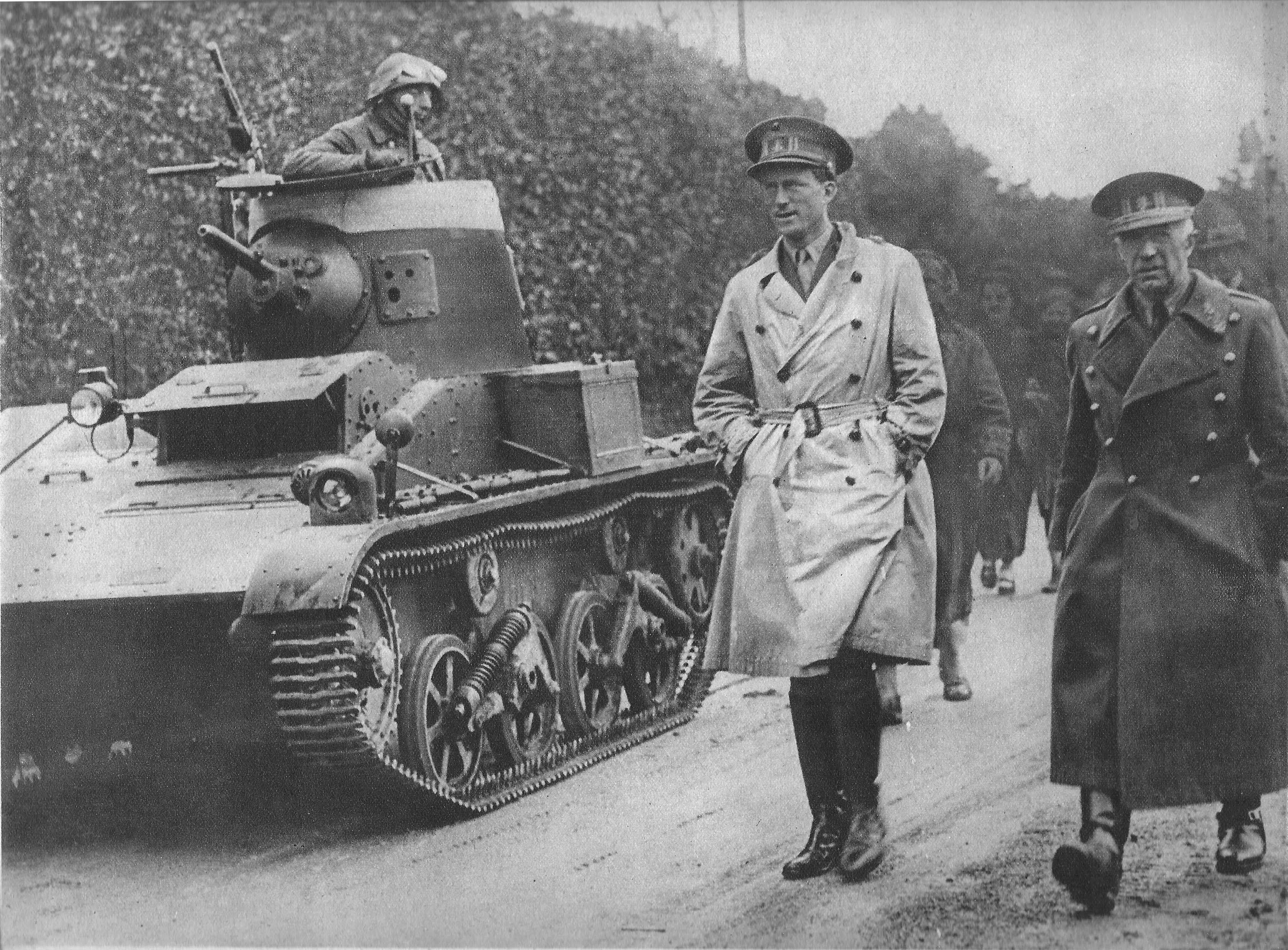
Henri Denis naast Leopold III van België op 18 mei 1940

Henri Jean Charles Eugène Denis (Marbais, 10 september 1877 - Brussel, 19 januari 1957) was een Belgische militair en politicus.

## Levensloop
Denis trad toe tot het Belgische leger als artillerieofficier. Hij eindigde de Eerste Wereldoorlog met de graad van majoor. In 1927 werd hij kolonel, in 1931 generaal-majoor en in 1934 luitenant-generaal, net als zijn vader Leon Denis. In 1917 werd hij benoemd tot militair commissaris van de landbouwspoorwegen en oefende dit mandaat uit tot in 1927.
Van 1936 tot 1940 was hij als liberale extraparlementair minister van Landsverdediging in de regeringen Paul-Emile Janson, Paul-Henri Spaak en Hubert Pierlot. In december 1936 legde hij een ontwerp van een nieuwe taalregeling in het leger neer. Omdat deze taalregelingen voor de Vlaamsgezinden onvoldoende waren, werden er enkele amendementen toegevoegd. Lange tijd verzette Denis zich tegen deze aanpassingen, maar in juni 1938 gaf hij zich gewonnen en werd de taalwet voor het leger doorgevoerd.
Bij de uitbraak van de Tweede Wereldoorlog in 1940 was hij mee aanwezig op de ultieme confrontatie tussen de koning en de regeringstop in het kasteel van Wijnendale. Hij nam ontslag als minister wegens zijn loyaliteit tegenover koning Leopold III en verbleef tot aan de bevrijding in Zuid-Frankrijk, waar hij teruggetrokken leefde. Hij werd in 1944 door de in Brussel teruggekeerde regering als militair op pensioen gesteld.